# James Bertie
James Bertie, I conde de Abingdon y V barón de Norris (* 16 de junio de 1653 - † 22 de mayo de 1699) fue un noble inglés.

## Biografía
Bertie fue el hijo mayor de Montagu Bertie, II conde de Lindsey y de su segunda esposa, Bridget Wray, IV baronesa de Norris. Sucedió a su madre como barón de Norris a la muerte de esta en 1657.
El 30 de noviembre de 1682, lo hicieron conde de Abingdon por patente real. A su muerte en 1699, fue sucedido en sus títulos por su hijo mayor, Montagu Venables-Bertie, que a su vez fue sucedido por su sobrino.
Fue lord teniente de Oxfordshire, en 1674-1687 y en 1689-1697; y alto administrador de la ciudad de Oxford, en 1687. También fue presidente del Tribunal Supremo de Eyre, al sur de Trent, en 1693-1697.

## Familia
Se casó primeramente con Eleanora Lee, hija de sir Henry Lee, el 1 de febrero de 1672. Tuvieron nueve hijos:
- Montagu (1673-1743), que se convirtió en el II conde de Abingdon. Se casó con Anne Venables y en segundas nupcias con Mary Gould con quien tuvo un hijo, muerto en la infancia;
- James (1674-1735), se casó con Elizabeth Willoughby, hija del VII barón Willoughby de Parham, tuvieron seis hijos;
- Henry (1675-1735), se casó Arabella Hamilton, hija del I vizconde de Glenawly y en segundas nupcias con su prima Mary Bertie, viuda de Anthony Henley, con quien tuvo una hija;
- Robert († 1710), se casó con Catherine Wenman, hija del I vizconde de Wenmam, con descendencia;
- Peregrine († 1709), se casó con la hija del reverendo John Kerry, con descendencia;
- Charles (?);
- Bridget (1683-1753), se casó con Richard Bulkeley, IV vizconde de Cashel, tuvieron dos hijos;
- Anne (1689-1718), se casó con William Courtenay, VI conde de Devon, tuvieron tres hijos;
- Mary (?).

Su primera esposa murió el 31 de mayo de 1691. Se casó después con Catherine Chamberlayne, hija del reverendo sir Thomas Chamberlayne y de Margaret Prideaux, el 15 de abril de 1698. No tuvieron hijos.
- Datos: Q6129740
- Multimedia: James Bertie, 1st Earl of Abingdon / Q6129740